# Segelflugzeugpilotenlizenz
Eine Segelflugzeugpilotenlizenz SPL ist eine Urkunde, welche die Berechtigung ausweist, ein Segelflugzeug eigenverantwortlich zu führen. In Europa sind die Standards dafür durch die Europäische Union vereinheitlicht.

## Situation in Deutschland
Grundlage in der Bundesrepublik Deutschland ist die Verordnung (EU) Nr. 1178/2011 vom 3. November 2011 zur Festlegung technischer Vorschriften und von Verwaltungsverfahren in Bezug auf das fliegende Personal in der Zivilluftfahrt gemäß der Verordnung (EG) Nr. 216/2008 des Europäischen Parlaments und des Rates.

### Frühere Regelungen
Bis 2003 hieß die allgemeine „Fluglizenz Luftfahrerschein für Privatluftfahrzeugführer“ (englisch private pilot licence, PPL). Man benötigte Beiblätter für spezielle Kategorien von Luftfahrzeugen: PPL-C für Segelflugzeuge, PPL-B für motorisierte Segelflugzeuge und Motorsegler und PPL-A für Motorflugzeuge. Man konnte die jeweilige Ausbildung hierfür machen und die Beiblätter separat erwerben. Nach 2003 änderten sich, durch die JAR-FCL (englisch Joint Aviation Requirements – Flight Crew Licensing), die Lizenzvorschriften für Privatpiloten und somit auch für Segelflieger. Die Regeln für den Segelflug wurden weiterhin streng national gehandhabt. Der Segelflugschein wurde in GPL (Glider Pilot License) umbenannt, und es gab eine neue Regelung, dass man in den letzten 24 Monaten mindestens 25 Starts und Landungen gemacht haben muss, um die Rechte der Lizenz wahrzunehmen.

### Aktuelle Regelung
Seit dem 8. April 2012 gelten die neuen Vorschriften gemäß EASA-FCL, alte Lizenzen mussten bis zum 8. April 2015 umgewandelt werden und sind seitdem nicht mehr gültig. Mit der neuen Regelung wurde die Segelfluglizenz auf zwei Lizenzen aufgeteilt, Die ICAO-konforme SPL (englisch Sailplane Pilot License) und nicht ICAO-konforme LAPL(S) (englisch Light Aircraft Pilot License). Beide Lizenzen sind unbefristet gültig und haben die gleichen Voraussetzungen für den Erwerb, unterscheiden sich jedoch in den Untersuchungsintervallen für das medizinische Tauglichkeitszeugnis sowie in der europaweiten / weltweiten Gültigkeit.

#### SPL
Die ICAO-konforme SPL ist weltweit gültig und verfällt nicht. Um die Rechte der Lizenz ausüben zu dürfen, müssen jedoch in den letzten 24 Monaten fünf Stunden und 15 Starts & Landungen (in jeder eingetragenen Startart mindestens 5) sowie zwei Schulungsflüge mit Fluglehrer durchgeführt werden. Das Untersuchungsintervall des Medicals beträgt bis zu einem Alter von 40 Jahren 60 Monate, bis 50 Jahren 24 Monate und über 50 Jahren 12 Monate. Lizenzinhaber des SPL dürfen kommerzielle Flüge anbieten und sich zum Fluglehrer weiterbilden. Die Eintragung von weiteren Startarten und einer Klassenberechtigung für Reisemotorsegler (TMG) ist möglich.

#### LAPL(S)
Die nicht ICAO-konforme LAPL (S) ist europaweit gültig und verfällt nicht. Um die Rechte der Lizenz ausüben zu dürfen, gelten die gleichen Voraussetzungen wie beim SPL: In den letzten 24 Monaten fünf Stunden Flugzeit, 15 Starts & Landungen (in jeder eingetragenen Startart mindestens 5) sowie zwei Schulungsflüge mit FI. Das Untersuchungsintervall des Tauglichkeitszeugnisses beträgt bis zu einem Alter von 39 Jahren 60 Monate und ab 40 Jahren 24 Monate. Kommerzielle Flüge sowie die Weiterbildung zum Fluglehrer sind nicht erlaubt. Weitere Startarten und die TMG Klassenberechtigung können in die Lizenz eingetragen werden.

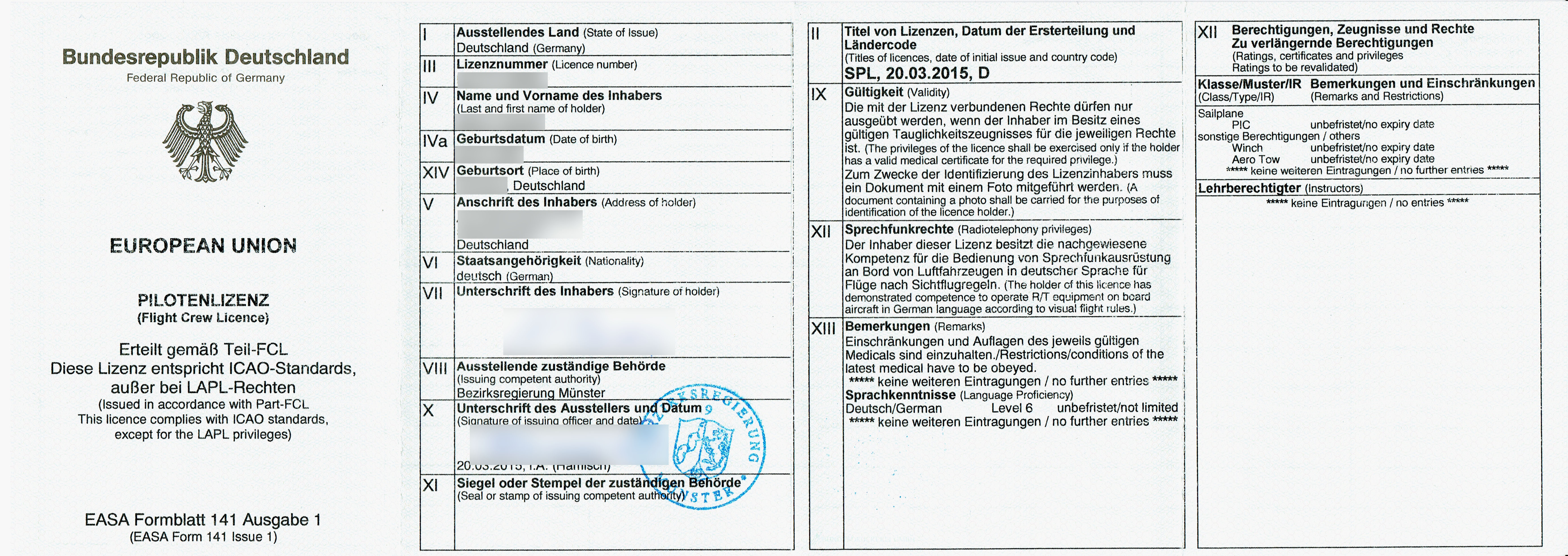
SPL (Vorderseite)

### Ablauf der Ausbildung
Um den Segelflugschein zu erlangen, muss einem der Fliegerarzt vor dem ersten Alleinflug die Flugtauglichkeit bescheinigen. Bei der Erstuntersuchung kann der Fliegerarzt zudem eine augenärztliche und eine HNO-Ärztliche Untersuchung verlangen. Gesetzlich zum Erwerb eines Segelflugscheines vorgeschrieben sind mindestens 15 Flugstunden, davon mindestens 10 mit und 2 ohne Fluglehrer. In kommerziellen Flugschulen lässt sich die Ausbildung kürzer abschließen als in Vereinen. In den zahlreichen Luftsportvereinen dauert die Ausbildung länger, da meist nur an Wochenenden geflogen wird, ist aber durch ehrenamtlich arbeitende Fluglehrer deutlich günstiger. Je nach Wetter, Talent und eigenem Zeitbudget kann man dort von einer Ausbildungsdauer von ein bis drei Jahren ausgehen.
Es gibt inzwischen kein Mindestalter mehr, jedoch verlangen die meisten Vereine ein Mindestalter von 13 bis 14 Jahren. Um alleine fliegen zu dürfen, muss der Schüler mindestens 14 Jahre alt sein und von einem zweiten Fluglehrer überprüft werden. Wenn dieser zustimmt, darf der Schüler unter Aufsicht eines Fluglehrers im Bereich des Flugplatzes alleine fliegen.
In der Ausbildung des Deutschen Aero Clubs gibt es verschiedene Abschnitte: A, B, C und die Vorbereitung für Überlandflüge.

#### Abschnitt A (Anfängerschulung)
Der Schüler lernt, wie sich das Flugzeug bei Ruderausschlägen verhält, was er zu tun hat, um die Richtung und Geschwindigkeit zu halten, und wie Kurven zu fliegen sind. Beherrscht er die Grundlagen, geht es weiter mit Start und Landung. Parallel hierzu gibt es eine theoretische Ausbildung. Am Ende dieses Abschnitts steht der erste Alleinflug. Um alleine fliegen zu dürfen, muss der Schüler von einem zweiten Fluglehrer überprüft werden. Wenn dieser zustimmt, muss der Schüler drei Platzrunden im Alleinflug sauber vorführen, und der Schüler darf in der weiteren Ausbildung mit Flugauftrag und unter Aufsicht eines Fluglehrers im Bereich des Flugplatzes alleine fliegen.

#### Abschnitt B
Hier baut der Schüler seine Fähigkeiten in Alleinflügen und in Flügen mit Fluglehrer weiter aus. Die Kurven werden steiler und schneller geflogen. Hier lernt der Schüler auch schon, wie man Thermik erkennt und nutzt. Am Ende dieses Abschnitts steht wieder eine kleine Prüfung, in der der Flugschüler seine erlernten Fähigkeiten in drei Flügen zeigen muss. Aktuell werden für die B-Prüfung 3 Platzrunden im Alleinflug, Kreisflug mit 30 bis 45 Grad Querneigung, Kurvenwechsel, Schnellflug und eine Landung im Zielfeld 50 m × 200 m verlangt.

#### Abschnitt C
In diesem Abschnitt geht es besonders ums Thermikfliegen. Der Schüler muss im Alleinflug einen 30-minütigen Thermikflug schaffen. Außerdem lernt er den Seitengleitflug. Ein weiteres Ziel ist die Umschulung auf ein einsitziges Flugzeug, was jedoch in der Regel schon im Abschnitt B passiert. Zum Abschluss des Abschnitts gehören wieder drei Platzrunden, diesmal mit Kurvenwechsel und Landeanflug im Seitengleitflug (Slip).

#### Vorbereitung auf Überlandflüge
Jetzt fliegt der Schüler mit Fluglehrer das erste Mal geplant vom Flugplatz weg. Es müssen mindestens zwei Überlandeinweisungen und eine Außenlandeübung mit Lehrer durchgeführt werden. Mit bestandener theoretischer Prüfung zum SPL und Beendigung dieses Abschnitts darf der Flugschüler mit einem schriftlichen Flugauftrag Flüge außerhalb der Sichtweite des Fluglehrers durchführen. Ziel ist die Durchführung eines Überlandflugs von mindestens 50 km im Alleinflug. Der 50-km-Flug kann auch durch einen 100-km-Streckenflug mit Fluglehrer ersetzt werden.

#### Theorieprüfung
Die Theorieprüfung wird in den Fächern Meteorologie, Luftrecht, Menschliches Leistungsvermögen, Kommunikation, Navigation, betriebliche Verfahren, Grundlagen des Fliegens, Flugplanung und Flugleistung und Allgemeine Luftfahrzeugkunde von der Landesluftfahrtbehörde abgenommen. Für die gesamte Theorieprüfung ist eine 18-Monats-Frist einzuhalten (FCL.025 b), Abs. 2, 3 und FCL.025 c), Abs. 1i und iii EU-Verordnung Nr. 1178/2011). Die Prüfung der Fähigkeiten im Flugfunkdienst ist vom Gesetz her vorgesehen, wird aber nicht von allen Luftfahrtbehörden abgenommen. Die Prüfung gilt als bestanden, wenn jedes Fach mit mindestens 75 % bestanden worden ist. Ein Ausgleichen der Fächer ist nicht möglich. Die neun Fächer werden separat geprüft und können, wenn sie nicht bestanden werden, einzeln wiederholt werden.
Man muss in diesem Fall also nicht die gesamte Theorieprüfung wiederholen. Nach bestandener Theorieprüfung hat man nun 24 Monate Zeit, um die praktische Prüfung zu machen.

#### Praktische Prüfung
Sind der theoretische (Theorieprüfung) und die praktischen Teile der Ausbildung erfolgreich absolviert, kann man die Zuweisung eines Prüfers beantragen, der die praktische Prüfung abnimmt. In drei Platzrunden muss der Lizenzanwärter mit dem Prüfer Flugmanöver wie z. B.
Schnellflug, Kurvenwechsel, Hochgezogene Fahrtkurve, Rollübung und Seitengleitflug abfliegen. Das Prüfprogramm ist dem Prüfer überlassen.

### Sprechfunkzeugnis
Zur Ausübung des Flugfunks bedarf es eines Sprechfunkzeugnisses. Besitzt man kein Sprechfunkzeugnis, so müssen die entsprechenden Fähigkeiten im Rahmen der theoretischen Prüfung zur Segelfluglizenz nachgewiesen werden. In diesem Fall darf man jedoch keine Lufträume der Klassen C und D befliegen. Man unterscheidet zwei unterschiedliche Zeugnisse. Für den Erwerb einer (Segel-)Fluglizenz ist eines der beiden ausreichend:
BZF II – Beschränktes Flugfunkzeugnis für die Durchführung des Flugfunks in deutscher Sprache. Es ist z. B. für Flüge in Deutschland erforderlich.
BZF I – Beschränktes Flugfunkzeugnis für die Durchführung des Flugfunks in englischer und deutscher Sprache. Es ist z. B. für Auslandsflüge erforderlich.

## Situation in Österreich
In Österreich wird der Segelfliegerschein auch als GPL bezeichnet. Zum Beginn der Ausbildung muss ein Flugschülerausweis beim Österreichischen Aero-Club angefordert werden. Nachdem man zwischen 50 und 100 Starts mit Fluglehrer hinter sich hat, folgen 30 Alleinflüge, von denen die letzten drei bereits die praktischen Prüfungsflüge sein können (Die Anzahl der Flüge bis zum ersten Solo hängen vom jeweiligen Schüler ab und werden von den Fluglehrern nach deren Einschätzung definiert).
Insgesamt sind Segelflüge von mindestens 6 Stunden Dauer und hiervon mindestens 3 Stunden und 30 Starts alleine an Bord (innerhalb der letzten 24 Monate) zu absolvieren. Für den Segelfliegerschein fehlen weiters noch die theoretische Prüfung (Theorieunterricht in den Fächern Meteorologie, allg. Luftfahrzeugkunde, Navigation, Aerodynamik, menschliches Leistungsvermögen, Flugplanung und flugbetriebliche Verfahren, Luftfahrtrecht), eine Gefahreneinweisung und je nach Gebiet auch eine Hang- oder Wandeinweisung. Die Ausbildung wird mit der Grundberechtigung beendet, welche zum alleinigen Fliegen von ein- oder zweisitzigen Segelflugzeugen berechtigt, nicht jedoch das Mitnehmen von Passagieren. Die erweiterte Grundberechtigung (Fliegen mit Passagieren) kann durch Segelflüge von 20 Stunden Dauer und 20 Landungen mit zwei- oder mehrsitzigen Segelflugzeugen unter Aufsicht eines Segelfluglehrers (innerhalb der letzten 24 Monate) erlangt werden.
Die Grundberechtigung inkludiert die Berechtigung für jene Startart, mit welcher die Ausbildung absolviert wurde. Dies können unter anderem Hilfs- bzw. Eigenmotorstart, Winden- oder Kraftwagenstart, Motorflugzeugschlepp, Gummiseil- oder Rollstart sein. Diese Berechtigungen für Startarten können durch 10 Landungen unter Aufsicht eines Segelfluglehrers alleine an Bord (innerhalb der letzten 24 Monate), Theorieunterricht und Zusatzprüfungen für die jeweilige Startart nachträglich erlangt werden.

## Situation in der Schweiz
In der Schweiz heißt der Segelflugschein offiziell „Segelfliegerausweis“. Man erhält diesen nach einer theoretischen und praktischen Prüfung. Vorausgesetzt werden eine praktische Ausbildung von mindestens 15 Flugstunden, wovon mindestens 5 Flugstunden und 20 Landungen allein an Bord nachzuweisen sind. Der Flugschüler hat darüber hinaus anhand eines Kontrollblattes nachzuweisen, dass er die vorgeschriebene praktische Ausbildung durch einen hierzu berechtigten Segelfluglehrer erhalten, das heißt gewisse vorgeschriebene Übungen durchgeführt hat. Diese Übungen sind nicht im Gesetz fixiert, sondern stehen in einer Weisung des BAZL. Zu diesen Übungen gehören ein Überlandflug mit Fluglehrer und ein Soloflug von mindestens 2 Stunden Dauer.
Voraussetzung für die Zulassung zur Prüfung ist das Bestehen einer fliegerärztlichen Erstuntersuchung der Klasse 2 gemäß JAR-FCL 2. Seit 1980 werden nach der Erstuntersuchung keine periodischen Folgeuntersuchungen mehr verlangt.
Der Segelfliegerausweis berechtigt zu Flügen mit Segelflugzeugen allein an Bord. Die Schweiz kennt folgende Erweiterungen zum Segelfliegerausweis:
- Erweiterung für Flüge mit Passagier; Voraussetzung: 30 Flugstunden als PIC und praktische Prüfung
- Erweiterung für Instrumentenflug (Wolkenflug); Voraussetzung: 50 Flugstunden als PIC, 6 Stunden praktische Ausbildung sowie theoretische und praktische Prüfung
- Erweiterung für einfachen Kunstflug (nur positive Manöver, keine Rollen); Voraussetzung: Praktische Prüfung bestehend aus zwei Prüfungsflügen
- Erweiterung für höheren Kunstflug; Voraussetzung: Erweiterung für einfachen Kunstflug, Ausbildung durch berechtigten Fluglehrer, keine Prüfung
- Erweiterung für Reisemotorsegler; Voraussetzung: Theoretische Motorflugprüfung sowie eine praktische Ausbildung bestehend aus mindestens 5 Flugstunden und 20 Landungen sowie vorgeschriebenen Übungen, darunter Landungen auf fremden Plätzen, einem Überlandflug von mindestens 270 km alleine an Bord und einer Einweisung in die alpinen Verhältnisse.

Die Berechtigung für die verschiedenen Startarten (Flugzeugschlepp, Windenschlepp und Eigenstart) sind keine Erweiterungen, sondern die entsprechende Ausbildung wird von einem Fluglehrer im Flugbuch bestätigt.
Auch die Weiterbildung zum Fluglehrer ist möglich.